# Diogoa zenkeri
Diogoa zenkeri är en tvåhjärtbladig växtart som först beskrevs av Adolf Engler, och fick sitt nu gällande namn av Exell & Mendonca. Diogoa zenkeri ingår i släktet Diogoa och familjen Strombosiaceae. Inga underarter finns listade i Catalogue of Life.